# خربة البصل
خربة البصل هي إحدى القرى اللبنانية من قرى قضاء صيدا في محافظة الجنوب.

## الموقع
في جنوب لبنان قريبة من الساحل اللبناني